# 패권주의
패권주의(覇權主義)란 권력을 이용해 세계를 지배하려는 제국주의적 사고방식을 비난하려는 의도로 자주 쓰이는 용어이다. 이 말은 중국이 소련과 미국의 세계 지배를 비판하기 위해 만든 시사용어로, 현대적인 의미에서 "패권"이라는 용어는 1968년 중국의 통신사인 신화사에서 구소련의 체코슬로바키아 침입을 비판하면서 처음 사용한 이후 굳어졌다. 오늘날에는 무력을 통하지 않은 문화적인 침략을 비판할 때도 '문화적 패권주의'라는 식으로 사용된다.

## 기독교 우파와 패권주의
미국은 제2차 세계대전과 냉전체제 즉, 소비에트 연방과의 대립과 대결체제 붕괴이후 세계유일의 패권주의 국가가 즉, 세계를 지배하는 강대국이 되었는데, 보수적 복음주의, 복음주의라고도 불리거나 스스로 그렇게 부르는 기독교 우파들은 이를 신학적으로 정당화하고 있다. 이들은 미국을 새로운 이스라엘이라고 주장한 청교도들처럼 미국을 하느님의 정의와 평화를 펼치기 위한 선택된 백성이라고 믿고 있으며, 따라서 자신들의 패권주의에 즉, 미국의 세계지배에 위협이 되는 반미주의적인 정치세력과 국가들은 폭력으로 짓밞아야 한다고 믿는 반(反)평화적인 기독교인들이다. 실제로 빌리 그레이엄 등의 기독교 우파들은 걸프 전쟁과 이라크 전쟁을 하느님의 뜻에 따른 거룩한 전쟁이라고 부르며 지지하였다. 그래서 성공회(Episcopal) 신학자인 스탠리 하우어워스는 《십계명》(스탠리 하우어워스, 윌리엄 윌리몬 지음. 강봉재 옮김.복있는 사람)에서 이라크 전쟁을 일으킨 조지 부시와 이라크전쟁에 나가는 미군들을 축복한 침례교 목사 빌리 그레이엄의 축도를 가리켜 하느님의 이름을 함부로 부르는 신성모독자요 형제를 해치는 죄를 축복하는 잘못된 전례(Liturgy)라고 비판하였다.

## 패권주의를 내포하는 나라들
- 미국 - 세계 유일 초강대국
- 중국 - 미국과 21세기의 패권을 다툴 것으로 예상되는 예비 초강대국. 다만 여러 측면에서 한계는 있어 미국 수준까진 무리고 아시아 지역 패권주의 정도로 귀결된 것이란 예상도 있다.